# Montréal-les-Sources
Montréal-les-Sources – miejscowość i gmina we Francji, w regionie Owernia-Rodan-Alpy, w departamencie Drôme.
Według danych na rok 1990 gminę zamieszkiwały 33 osoby, a gęstość zaludnienia wynosiła 3 osób/km² (wśród 2880 gmin regionu Rodan-Alpy Montréal-les-Sources plasuje się na 1583. miejscu pod względem liczby ludności, natomiast pod względem powierzchni na miejscu 1049.).